# عبد المجيد شوقي الجاشنجي
السيّد عبد المجيد شوقي أفندي بن عبد الرحمن الجاشنجي الحسيني (1850 - 1906) شاعر مصري. ولد في القاهرة لعائلة هاشمية ونشأ بها. التحق بمدرسة الإسكندرية الأميرية، ثم انتقل إلى القاهرة وهناك التحق بمدرسة الطب ثم انضم إلى الضربخانة. برز في عدة الفنون الجميلة واتقن اللغتين الإنجليزية والفرنسية. توفي في الإسكندرية عن 55 عامًا ودفن في القاهرة. له عدة مجموعات شعرية مطبوعة ومخطوطة،‌ أشهرها «دلائل الأشواق»، في المدائح النبوية.

## سيرته
هو عبد المجيد شوقي بن عبد الرحمن الجاشنجي، ابن حسين بن خطاب. ويتصل نسبه إلى الأشراف الحسينيين من بدر بن عيسى.
ولد سنة 1267 هـ / 1850 م بالصليبة في القاهرة، ونشأ بها. تلقى علومه بمدرسة الإسكندرية الأميرية، ومدرسة الطب بالقاهرة ليعلم العلوم الكيمياوية. ثم نقل إلى الضربخانة لتعلم صناعة الجاشني، ولما توفي والده سنة 1292 هـ/ 1875 م عيّن في وظيفته، وتعلم كثيرًا من الفنون الجميلة، من فن الرسم والتصوير الشمسي والتذهيب والتحليل، وعمل المرآة، وجملة لغات كالفرنسية والإنجليزية.

توفي سنة 1234 هـ/ 1906 بمدينة الإسكندرية، ودفن في قرافة السيدة نفسية بالقاهرة.

## أدبه
اشتغل بالأدب ونظم الشعر، وطبع ديوان شعره بعد وفاته شقيقه محمد فريد بك الحكيم. جاء في معجم البابطين عن شاعريته «أوقف جلّ شعره على المدائح النبوية معرجًا في ذلك على بعض المواقف في سيرة النبي مضيئًا لها ومذكرًا بها، ومستخلصًا ما تحمله من قيم وهدى. يترسم خُطا العرفاء من المتصوفة في حديثهم عن المحبة. يبدو تأثره البالغ (بتائية ابن الفارض ومدائح البوصيري في بردته الشهيرة)، كما كتب في الغزل الذي اتخذ متجها رمزيًا ينأى عن الحسية. يميل إلى التأمل، ويتجه إلى استخلاص الحكم والاعتبار. وله شعر في شكوى الزمن، وكتب في المناسبات والتهاني، وفي المدح، والرثاء، وفي التوسل والتضرع إلى الله تعالى، وله شعر صريح في وصف الصبابة، وكتب المطارحات والمراسلات الشعرية الإخوانية. كتب القصيدة المطرزة في الصدر والعجز، وكتب التشطير الشعري. يتميز بنفس شعري مديد. تسم لغته بطواعيتها، وخيالها الفسيح.»  ومن شعره «رُبَّ يومٍ»:

## مؤلفاته
- «المدائح الشوقية في حضرة خير البرية»
- «دلائل الأشواق»، ديوان شعر في المدائح النبوية، 1907.[5]
- استغاثات
- غزليات